# Біжко Володимир Єгорович
Володи́мир Єго́рович Біжко́ (нар. 1921 — пом. 2006) — радянський військовий льотчик-штурмовик часів Другої світової війни, командир авіаційної ланки 92-го гвардійського штурмового авіаційного полку (4-а гвардійська штурмова авіаційна дивізія 5-го штурмового авіаційного корпусу 5-ї повітряної армії), гвардії лейтенант. Герой Радянського Союзу (1946).

## Життєпис
Народився 3 квітня 1921 року в селі Загризовому, нині Борівського району Харківської області, в селянській родині. Українець.
Навесні 1930 року його родина, як куркульська, згідно з рішенням загальних зборів СОЗу, підлягала примусовому виселенню на Соловки. У 1933 році під час Голодомору втратив обох батьків і сестру. Дістався Харкова, де був безпритульним. Під час облави спійманий і доправлений до дитячої трудової колонії А. Макаренка на Холодній горі. Згодом був переведений до дитячого будинку при колгоспі села Лазірки Полтавської області. Здобув неповну середню освіту. У 1938 році вступив до Слов'янського залізничного технікуму (Донецька область), де закінчив два курси. Одночасно навчався в місцевому аероклубі.
Влітку 1940 року призваний до лав РСЧА й направлений на навчання до Ворошиловградської військової авіаційної школи пілотів, яку закінчив влітку 1943 року. Після проходження курсів перепідготовки на штурмовик Іл-2, направлений на фронт.
Учасник німецько-радянської війни з 13 вересня 1943 року. Воював на 1-му та 2-му Українських фронтах. Член ВКП(б) з 1944 року.
Всього за роки війни командир авіаційної ланки 92-го гвардійського штурмового авіаційного полку гвардії лейтенант В. Є. Біжко здійснив 143 вдалих бойових вильоти на літакові Іл-2 на штурмовку скупчень військової техніки і живої сили супротивника.
У 1946 році гвардії майор В. Є. Біжко вийшов у запас. У 1947 році закінчив курси пілотів цивільного флоту. Літав на Лі-2. Працював у Бугуруслані, Читі, Іркутську. З 1954 року мешкав у Самарі й до 1991 року працював керівником польотів у аеропорту Курумоч Волзького району.
Помер 3 липня 2006 року.

## Нагороди
Указом Президії Верховної Ради СРСР від 15 травня 1946 року за відвагу і героїзм, виявлені в роки німецько-радянської війни, гвардії лейтенантові Біжку Володимиру Єгоровичу надане звання Героя Радянського Союзу з врученням ордена Леніна і медалі «Золота Зірка» (№ 9004).
Також нагороджений орденами Червоного Прапора (05.09.1944, 31.12.1944), Олександра Невського (13.06.1945), Вітчизняної війни 1-го (30.12.1943, 11.03.1985) та 2-го (24.05.1944) ступенів і медалями.